# Zona metropolitana de San Luis Potosí
La Zona Metropolitana de San Luis Potosí (ZMSLP) es el conglomerado urbano que resulta de la fusión de los municipios de San Luis Potosí y Soledad de Graciano Sánchez con otras comunidades aledañas a la zona. Es considerada la décima segunda Zona Metropolitana más grande de México con una población de 1,243,980 habitantes, según el censo poblacional INEGI 2020.
Esta región es la zona urbana más importante del estado de San Luis Potosí, ya que allí se concentra un tercio de la población de este; además es el principal centro cultural, industrial y comercial del estado.

## Demografía
La Zona Metropolitana de San Luis Potosí está formada por las siguientes poblaciones:
| Código INEGI | Municipio                   | Población (2020) |
| ------------ | --------------------------- | ---------------- |
| 24028        | San Luis Potosí             | 911,908          |
| 24035        | Soledad de Graciano Sánchez | 332,072          |
|              | Villa de Pozos              | 148,165          |